# Phalaborwa
Phalaborwa (traduzido como melhor que o sul; phala significa melhor que e borwa significa sul) é uma cidade no município de Mopani, província de Limpopo, África do Sul. Está localizada perto da confluência dos rios Ga-Selati e Olifants, a meio caminho ao longo da fronteira ocidental do Parque Nacional Kruger, no Lowveld.

## Clima
Esta área, também conhecida como Vale dos Olifants, tem as temperaturas mais altas do inverno na África do Sul. A pluviosidade é baixa e as temperaturas médias no inverno variam de 9°C a 26°C. Durante o verão, as temperaturas médias variam de 20°C a 33°C com chuvas ocasionais.